# Bradić (Loznica)
Bradić (Serbisches-kyrillisch: Брадић) ist ein Dorf, in der Opština Loznica (Gemeinde Loznica) im Westen Serbiens.

## Geografie

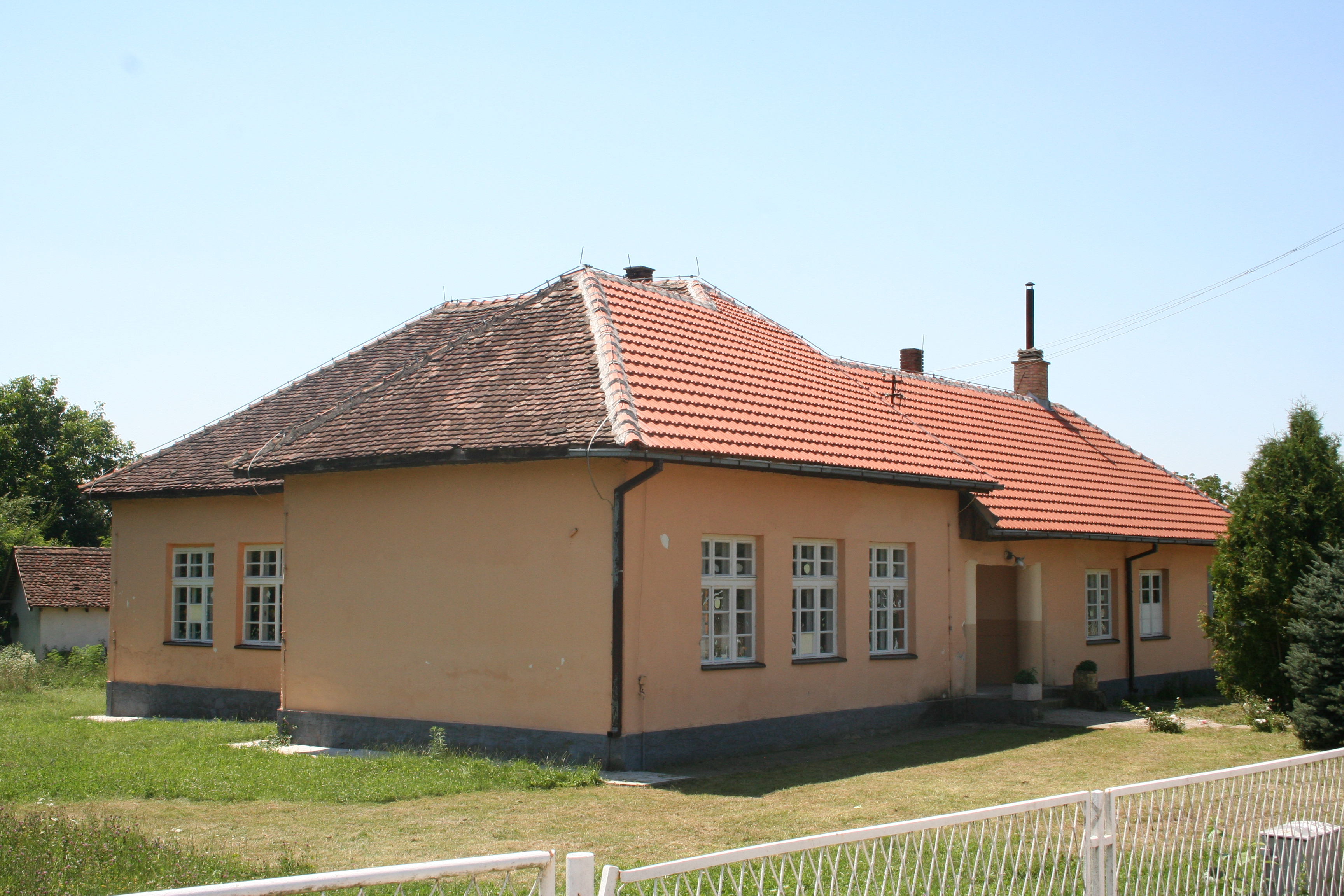
Dorfgrundschule zu Bradić

Bradić liegt in der Opština Loznica, im Okrug Mačva im nordwestlichen Zentralserbien, in der historischen Region Jadar um das weitere Gebiet des Flusslaufes des gleichnamigen Flusses, die ein Teil der serbisch-bosnischen Großgrenzregion Podrinje ist, benannt nach dem Fluss Drina.
Das Dorf liegt am Fuße der Gebirge Iverak und Cer. Bradić liegt im Tal des Flusses Jadar, um das Dorf erstreckt sich das Bradićsko Polje, weshalb die Bauern des Dorfes nicht im weiter entfernten Lozničko Polje, ihre Felder anlegen bzw. bestellen mussten. 
Der Dorfwald befindet sich im Gebirge Iverak, gehörte früher den Dorfbewohnern und ist heute im staatlichen Besitz. Die Einwohner des Ortes leben von der Landwirtschaft und Viehzucht, vor allem von der Schafszucht.
Bradić besteht aus den drei Dorfteilen (Weilern): Gornja Mala, Čolića Mala (Čolići) und Potočari.
Der Weiler Gornja Mala liegt an den Hängen der Ripanjske površ. Čolića Mala und Potočari liegen an bewaldeten Hängen, die zum Gebirge Cer auslaufen. Das Klima im Dorf ist kontinental.
Das Dorf liegt 11 km nordöstlich der Gemeindehauptstadt Loznica. Nachbardörfer von Bradić sind: Brnjac, Donje Nedeljice, Gornji Dobrić und Grnčara.
Das Dorf wird vom Fluss Jadar durchflossen, einen Nebenfluss der Drina. Der Jadar ist nach der Drina der wichtigste Fluss in der  Opština Loznica. 
Bradić wird auch von den zwei Bächen Čolić Potok und Potočarski Potok durchflossen, die hier in den Jadar münden.

## Bevölkerung

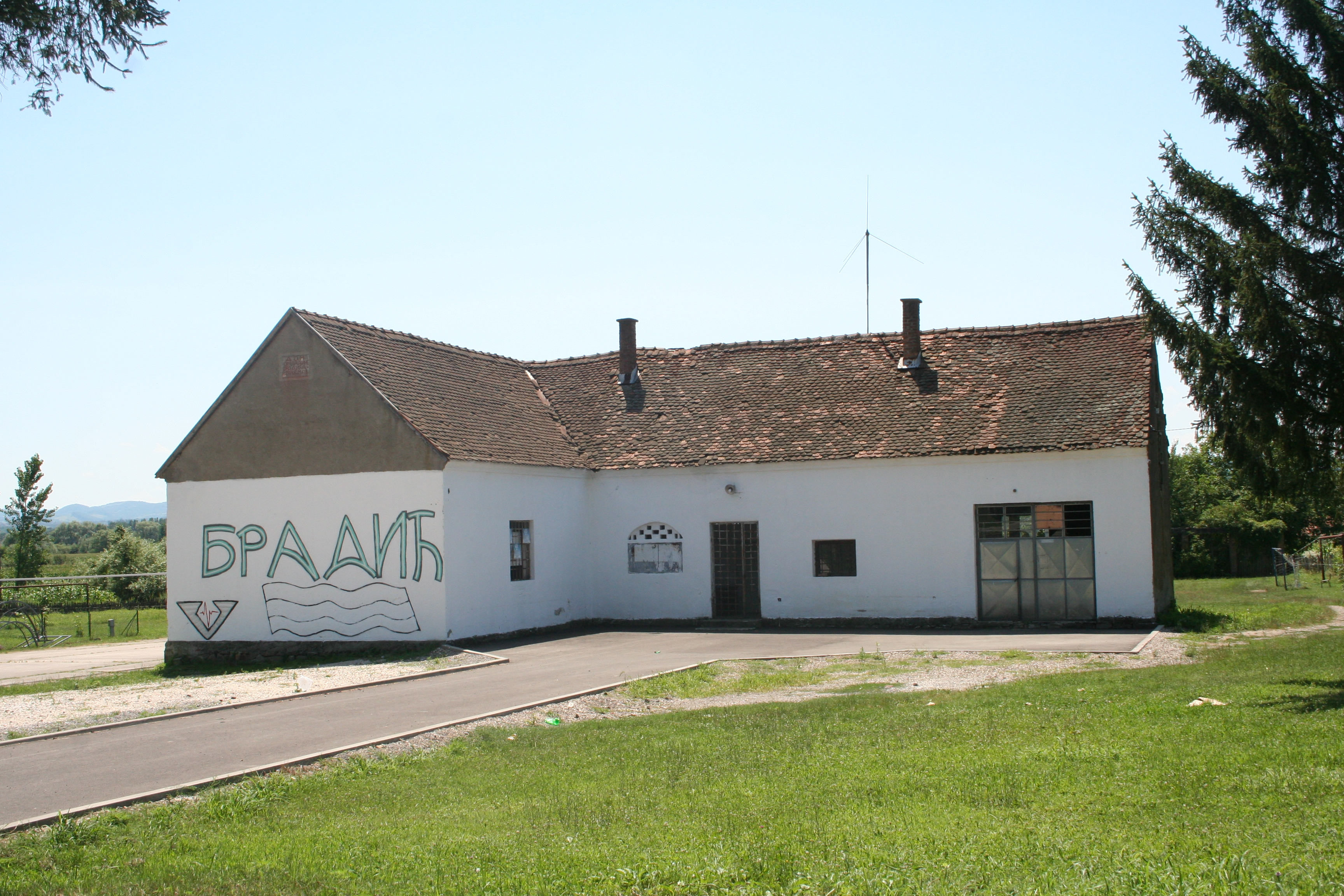
Haus der lokalen Gemeinschaft (Mesna zajednica) von Bradić

Der Ort hatte 735 Einwohner bei der Volkszählung von 2011, während es 889 Einwohner im Jahre 2002 waren. Nach den letzten drei Bevölkerungsstatistiken fällt die Einwohnerzahl von Bradić weiter. 
Die Einwohner des Dorfes sind Serben. Es leben aber auch zwei Ukrainer in Bradić.
| Jahr | Einwohnerzahl |
| ---- | ------------- |
| 1948 | 1245          |
| 1953 | 1329          |
| 1961 | 1346          |
| 1971 | 1190          |
| 1981 | 1228          |
| 1991 | 1207          |
| 2002 | 1123          |
| 2011 | 1037          |

## Religion

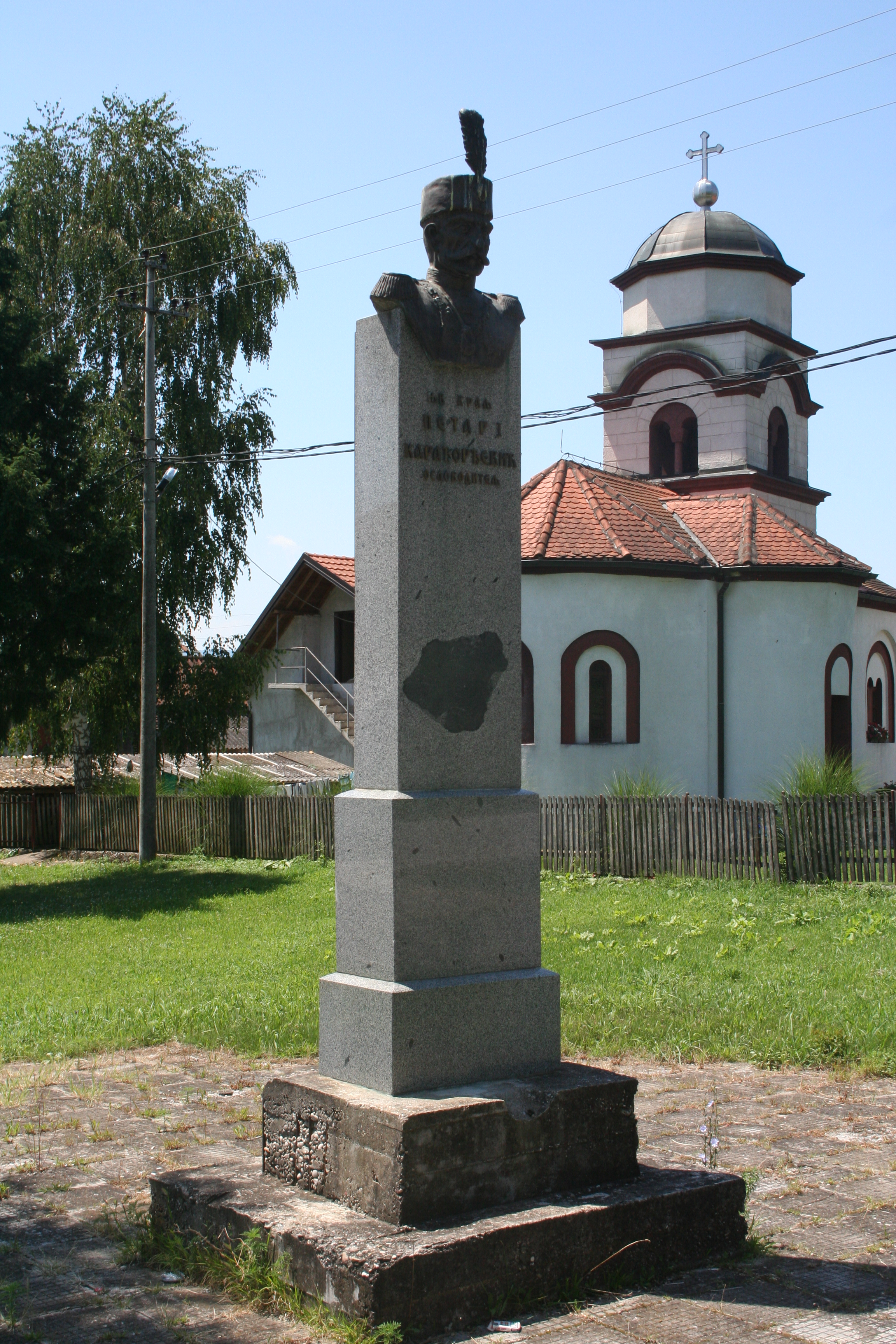
Denkmal für die Opfer des Ersten Weltkriegs, im Hintergrund die Serbisch-orthodoxe Dreifaltigkeitskirche

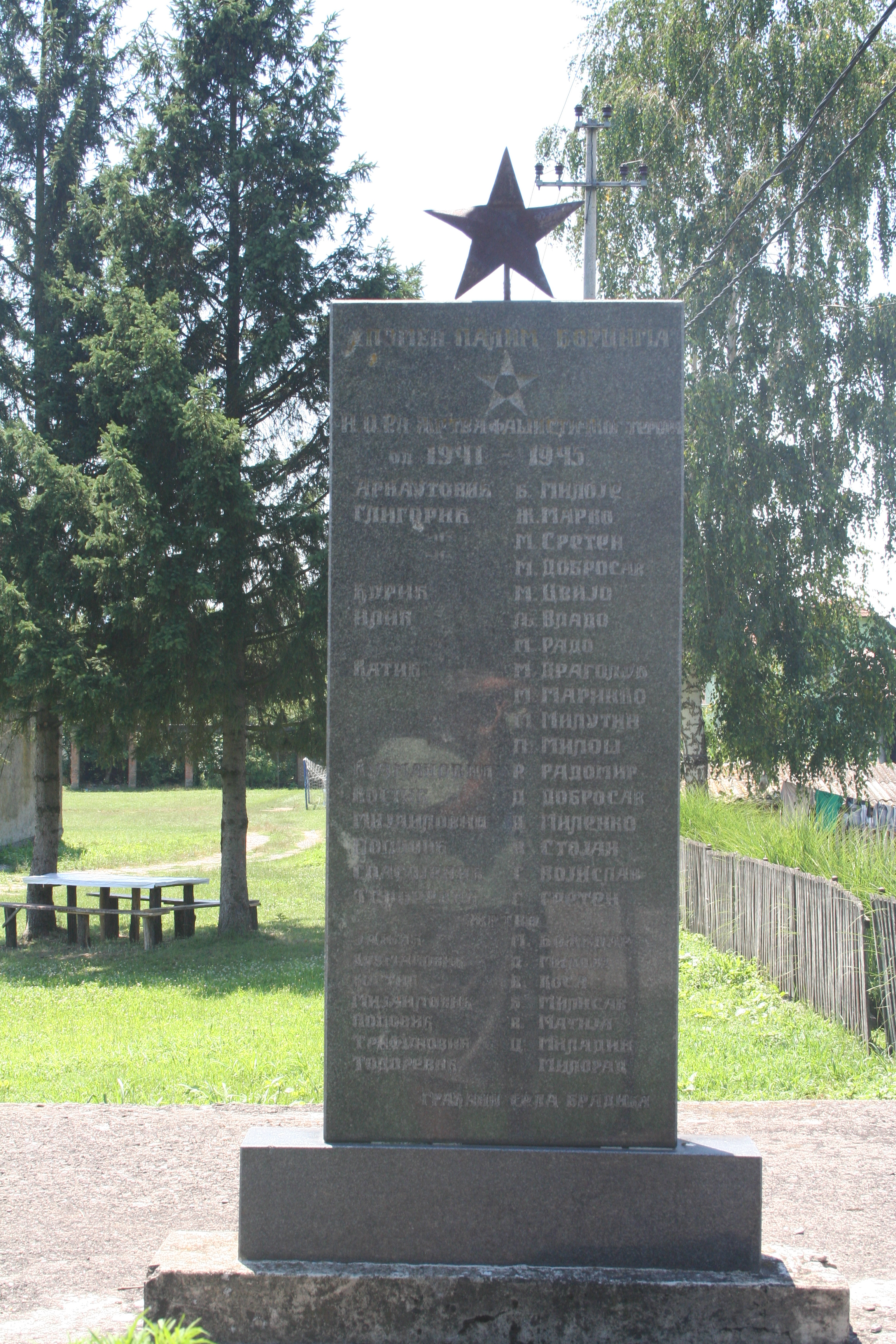
Denkmal für die Opfer des Zweiten Weltkriegs

Die Bevölkerung des Dorfes bekennt sich zur Serbisch-orthodoxe Kirche.
In Joševa steht die von 1936 bis 1955 erbaute Serbisch-orthodoxe  Dreifaltigkeitskirche, die Pfarreikirche der Pfarrei Bradić im Dekanat Jadar der Eparchie Šabac, der Serbisch-orthodoxen Kirche.
Die Pfarrei Bradić besteht aus den drei Dörfern: Bradić, Brnjac und Gornji Dobrić. Die Slava des Dorfes ist die Hl. Dreifaltigkeit (Pfingsten).

## Infrastruktur
Bradić besitzt eine Dorfgrundschule und ein Haus der lokalen Gemeinschaft. Das Dorf verbindet eine gut asphaltierte Straße mit dem Nachbardorf Gornji Dobrić. 
Zudem stehen im Dorfzentrum zwei Denkmäler, für die Opfer des Ersten Weltkriegs und Zweiten Weltkriegs aus dem Dorf. 
Auf dem Denkmal für die Opfer und gefallenen Soldaten des Ersten Weltkriegs steht eine Büste des serbischen und jugoslawischen Königs Petar I Karađorđević. 
Und auf dem Denkmal für die Opfer des Zweiten Weltkriegs und die gefallenen Tito-Partisanen ein  Stern, als Zeichen des Sozialismus. Die Zwei Denkmäler stehen Symbol, für die wechselvolle Geschichte des Dorfes und ganz Serbiens im 20. Jahrhundert.

## Söhne und Töchter des Ortes
- Janko Vujinović (* 1945), serbischer Schriftsteller